# Crane (Indiana)
Crane – miasto w Stanach Zjednoczonych, w stanie Indiana, w hrabstwie Martin.